# Carl Blasco
Carl Blasco (Toulon, 11 de setembro de 1971) é um triatleta profissional francês. 

## Carreira

### Olimpíadas
Carl Blasco disputou os Jogos de Sydney 2000, terminando em 19º lugar com o tempo de 1:50:18.02.  Em Atenas 2004, terminou na 12º colocação. 